# Domfessel
Domfessel	es una localidad y comuna francesa, situada en el departamento del Bajo Rin en la región de Alsacia.
El topónimo de la comuna hacia el 1300 se conocía como Dunnvaszel, más adelante fue citado como Donnebassel, Dunesasseln y Donnevasle en el siglo XV. Domfessel perteneció al condado de Sarrewerden. 
Desde finales del siglo XVIII se ha podido atestiguar un establecimiento romano rural o villae datado hacia el siglo I.
- Datos: Q21235
- Multimedia: Domfessel / Q21235

1. ↑  Worldpostalcodes.org, código postal n.º 67430.
2. ↑  INSEE, Datos de población para el año 2012 de Domfessel (en francés).